# Hemže
Hemže (pomnožné, tedy: ty Hemže, z Hemží, na Hemže, na Hemžích; německy Hemsch) jsou malá vesnice a část města Choceň v okrese Ústí nad Orlicí. Nachází se asi 2,5 kilometru severovýchodně od Chocně. Prochází zde silnice II/312. Hemže je také název katastrálního území o rozloze 1,19 km². V katastrálním území Hemže leží i Březenice.

## Historie
První písemná zmínka o vesnici pochází z roku 1309 (Pesco de Hemsie).

## Pamětihodnosti
- Kostel Nanebevzetí Panny Marie
- Sedm kaplí zasvěcených Panně Marii Sedmiradostné při silnici z Chocně do Hemže – soubor chráněn jako nemovitá Kulturní památka České republiky.[5]
- smírčí kříže

## Osobnosti
Na hřbitově je pochován Josef Lux.

## Galerie

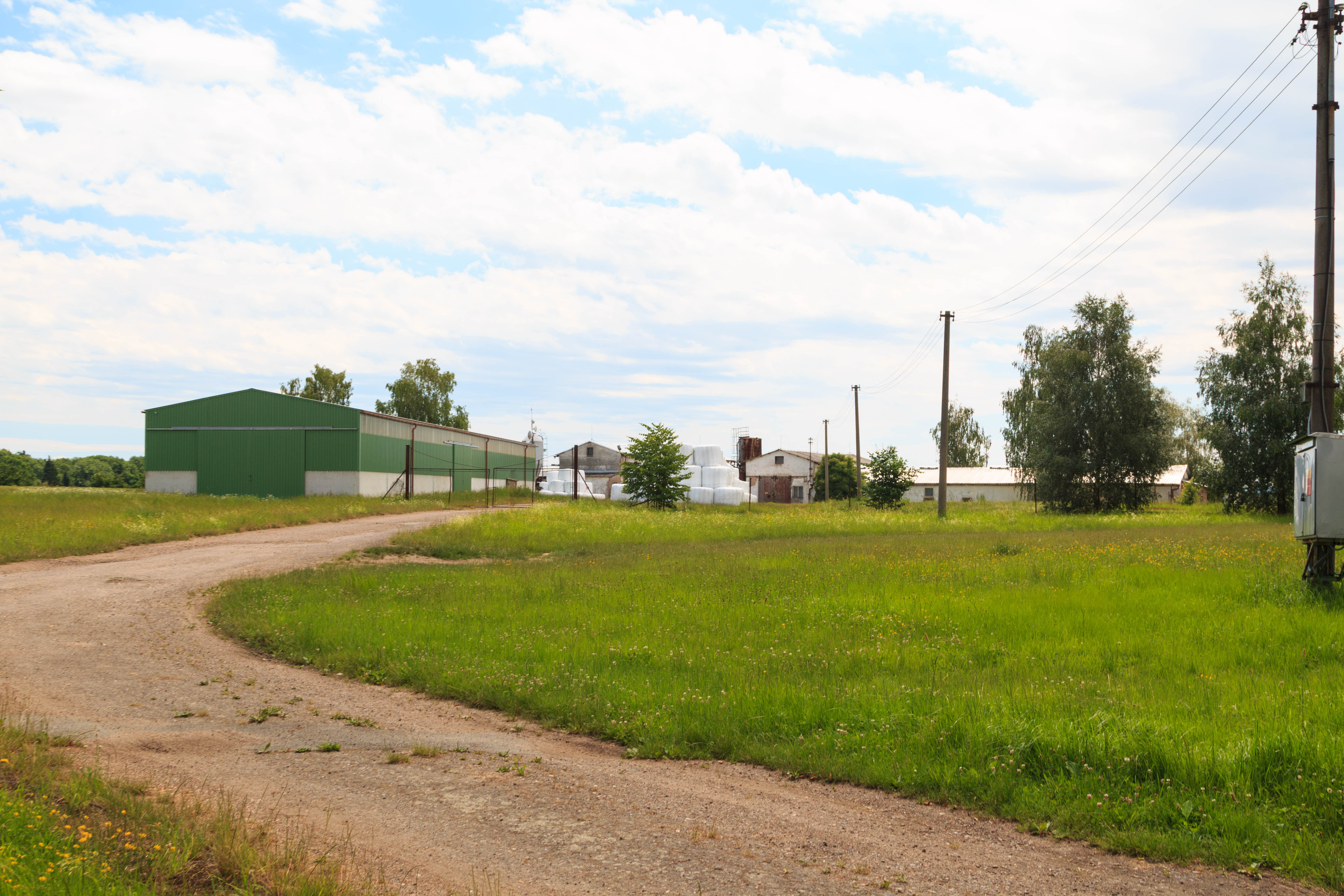
Farma
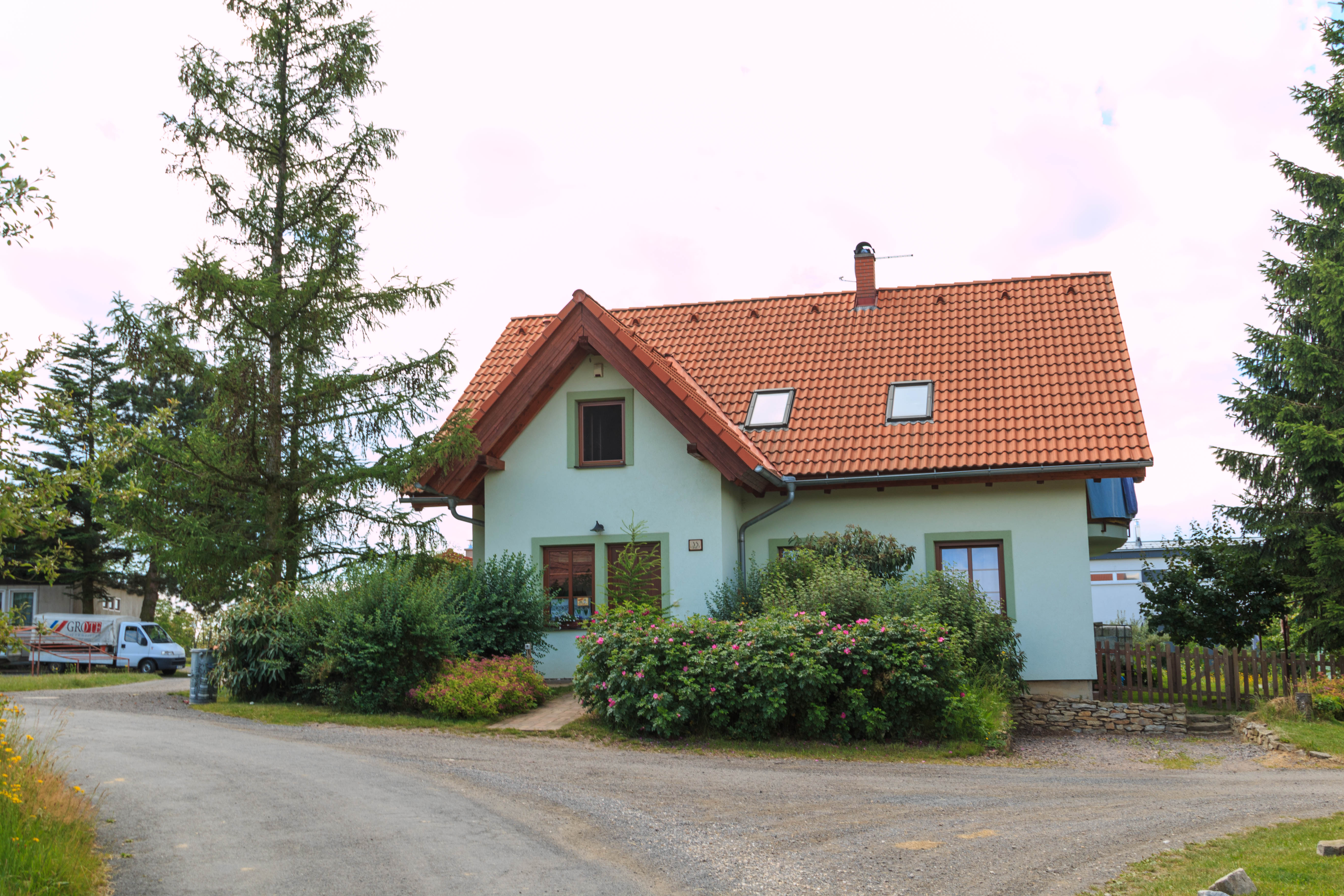
Dům čp. 35
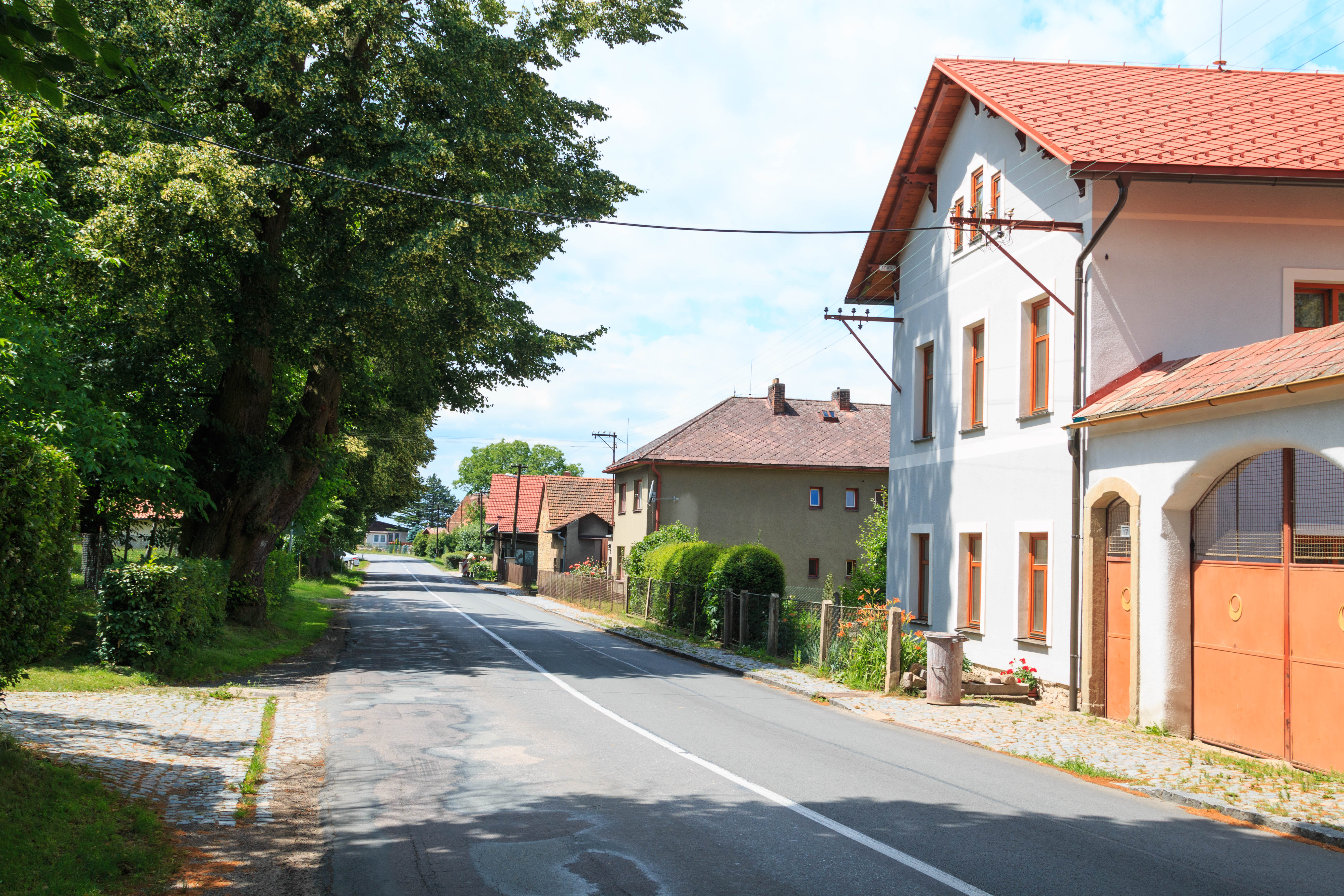
Dům čp. 17
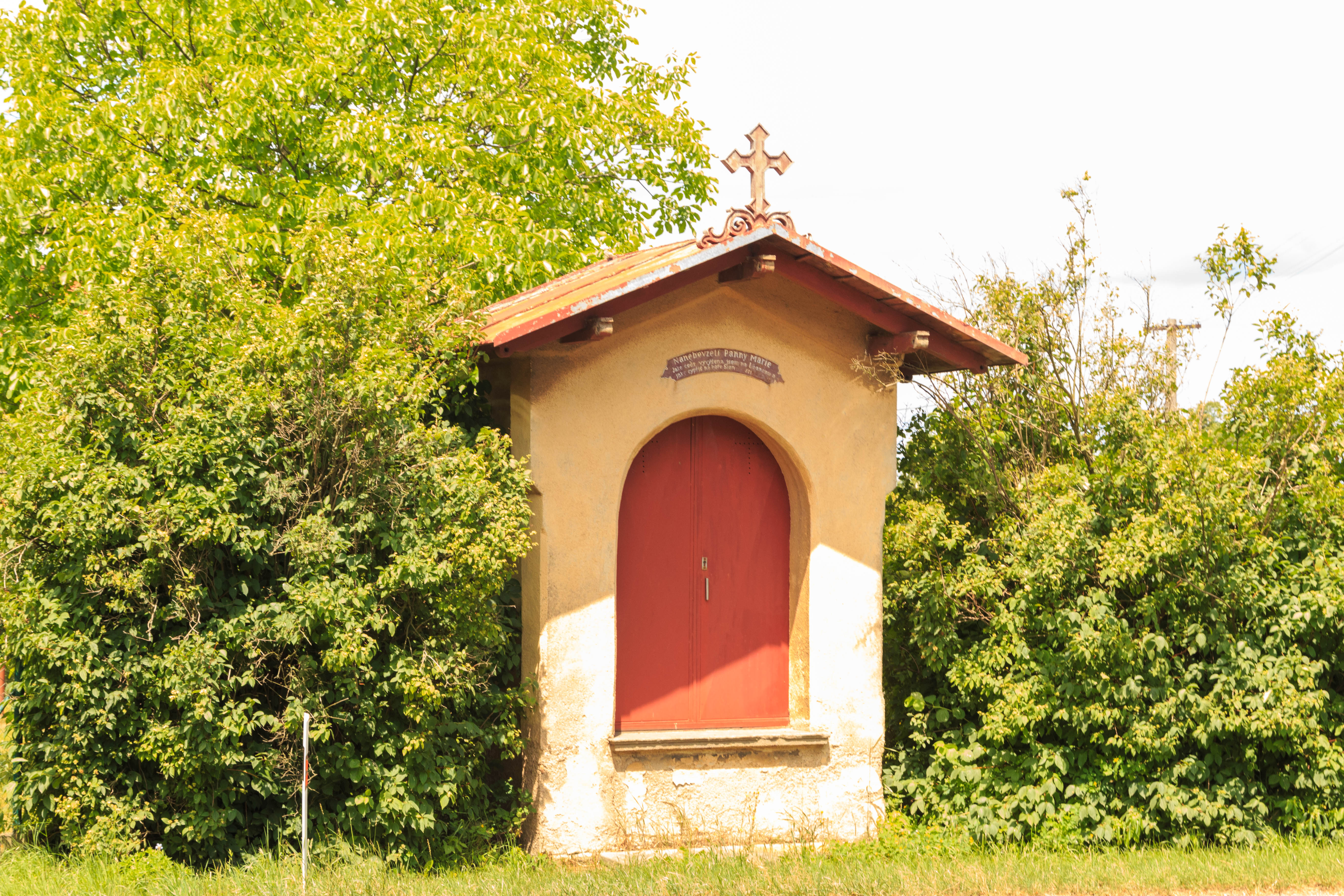
Jedna z poutních kaplí